# Nicole Dieker

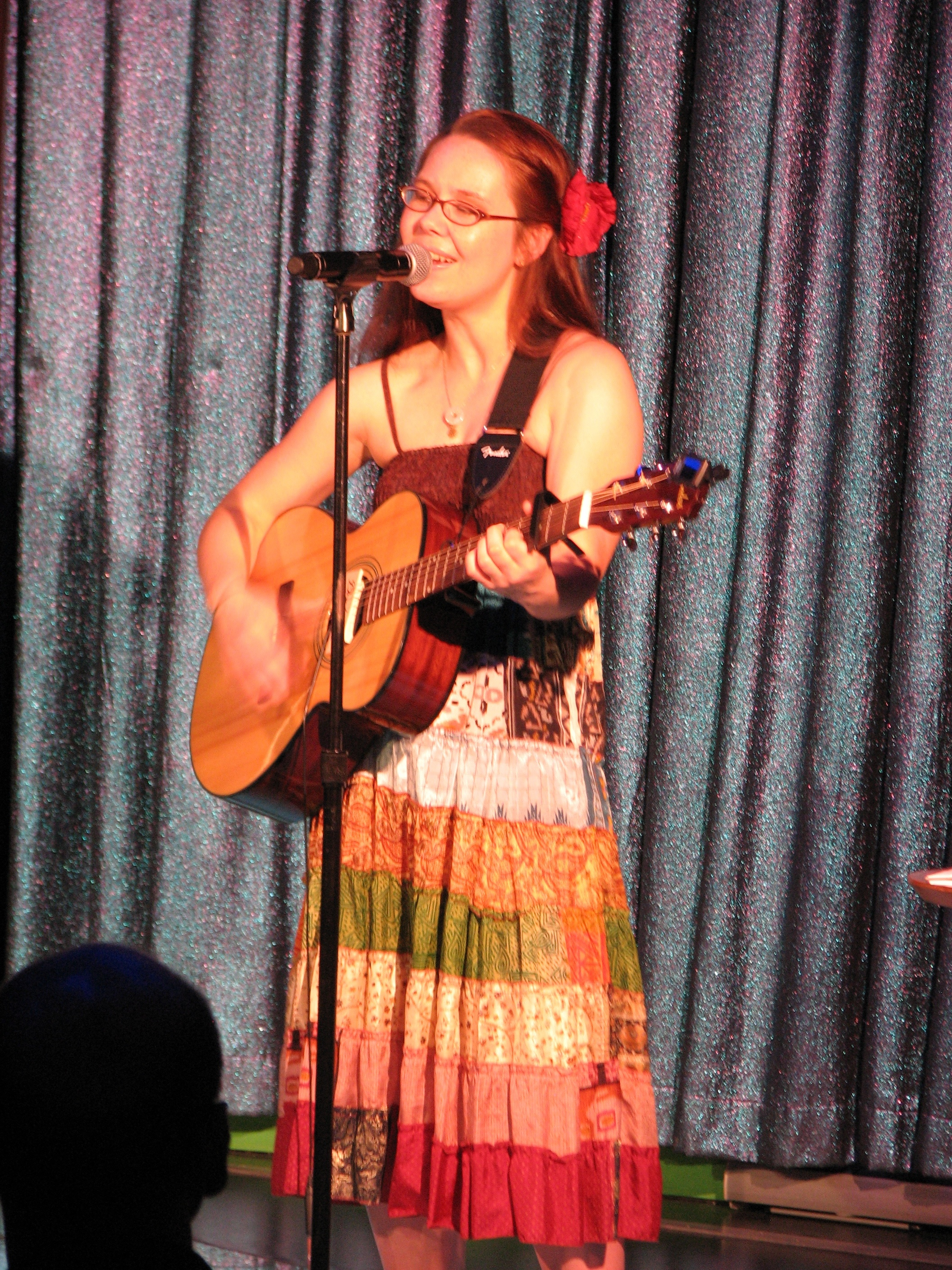
Nicole Dieker, 2013

Nicole Dieker (* 4. November 1981) ist eine US-amerikanische Komponistin.
Dieker studierte Komposition an der Miami University in Oxford, Ohio, und an der Illinois State University. Sie war Sängerin und Begleiterin der Miami University Choraliers, für die sie 2001 das Stück I Wish You Peace für vierstimmigen Frauenchor a cappella komponierte. Sie bearbeitete das Stück 2006 für gemischten Chor und gab 2010 eine zweiteilige Ausgabe für den Schulgebrauch heraus.